# Discogobio elongatus
Discogobio elongatus är en fiskart som beskrevs av Huang, 1989. Discogobio elongatus ingår i släktet Discogobio och familjen karpfiskar. Inga underarter finns listade i Catalogue of Life.